# Zabłocie (Stanisław Górny)
Zabłocie – część wsi Stanisław Górny w Polsce, położona w województwie małopolskim, w powiecie wadowickim, w gminie Wadowice. 
W latach 1975–1998 Zabłocie położone było w województwie bielskim.